# استار پلاس
استار پلاس (هندی: स्टार प्लस) یک شبکه تلویزیونی هندی‌زبان که متعلق به شرکت استار هند فاکس قرن ۲۱ است.
مقر این شبکه که بمبئی، هند واقع شده در ۲۱ فوریه ۱۹۹۲ تأسیس شده و در حوزه سرگرمی و فیلم فعالیت می‌کند.